# Atlantiska orkansäsongen 1999
Den atlantiska orkansäsongen 1999 pågick officiellt från den 1 juni 1999 till den 30 november 1999. Historiskt sett bildas de allra flesta tropiska cyklonerna under denna period på året.
Säsongen 1999 satte rekord i med att ha fem stormar nådde kategori 4-styrka, vilket även 2005 års säsong gjorde senare. Orkanen Floyd var den dödligaste orkanen i USA sedan Orkanen Agnes 1972. Floyd dödade 57 människor och orsakade skador för miljarder så den rörde sig längs USA:s östkust. Orkanen Lenny dödade 17 när den passerade österut över Karibien, den enda kända orkanen som har gjort så under en längre tid. Lenny nådde vindhastigheter på 250 km/h endast tretton dagar innan säsongen avslutades. Lenny blev kraftigaste Atlantiska orkanen i november någonsin.